# (3565) Ojima
(3565) Ojima es un asteroide perteneciente al cinturón exterior de asteroides descubierto el 22 de diciembre de 1986 por Takeshi Urata y Tsuneo Niijima desde Ojima, Japón.

## Designación y nombre
Ojima recibió inicialmente la designación de 1986 YD.
Más adelante, en 1987, se nombró por la localidad japonesa de Ojima.

## Características orbitales
Ojima está situado a una distancia media del Sol de 3,207 ua, pudiendo acercarse hasta 2,83 ua y alejarse hasta 3,585 ua. Tiene una excentricidad de 0,1177 y una inclinación orbital de 7,328 grados. Emplea 2098 días en completar una órbita alrededor del Sol.

## Características físicas
La magnitud absoluta de Ojima es 11,8.